# Șimian (gmina)
Șimian – gmina w Rumunii, w okręgu Bihor. Obejmuje miejscowości Șilindru, Șimian i Voivozi. W 2011 roku liczyła 3876 mieszkańców.